# Walter Casagrande
Walter Casagrande Júnior más conocido como Casagrande o simplemente Casão (n. São Paulo, Brasil, 15 de abril de 1963) es un exfutbolista brasileño que jugaba de delantero. Jugó para la selección de Brasil en una Copa del Mundo FIFA y actualmente, se desempeña como comentarista de fútbol, para el canal brasileño Rede Globo. Entre sus logros futbolísticos, se destaca el título de la UEFA Champions League 1986-87 con el FC Porto de Portugal y los 2 goles que marcó ante el Ajax de Holanda, en la ida de la final de la Copa UEFA 1991-92, jugando para el Torino de Italia.

## Selección nacional
Fue internacional con la selección de fútbol de Brasil en 19 ocasiones y marcó 8 goles.

### Participaciones en Copas del Mundo
| Mundial                        | Sede   | Resultado        |
| ------------------------------ | ------ | ---------------- |
| Copa Mundial de Fútbol de 1986 | México | Cuartos de final |

## Clubes
| Club          | País     | Año       |
| ------------- | -------- | --------- |
| Corinthians   | Brasil   | 1980-1981 |
| Caldense      | Brasil   | 1981      |
| Corinthians   | Brasil   | 1982-1983 |
| Sao Paulo     | Brasil   | 1984      |
| Corinthians   | Brasil   | 1985-1986 |
| FC Porto      | Portugal | 1986-1987 |
| Ascoli        | Italia   | 1987-1991 |
| Torino        | Italia   | 1991-1993 |
| Flamengo      | Brasil   | 1993      |
| Corinthians   | Brasil   | 1994      |
| Paulista      | Brasil   | 1995      |
| São Francisco | Brasil   | 1996      |